# 開平楼閣と村落
開平楼閣と村落（かいへいろうかくとそんらく）は、広東省江門市開平に位置する、ディアオロウ（碉樓, diaolou，diaoは石偏に周）という高層の楼閣で著名な村落群で、現存の高層楼閣は1833棟にのぼる。これらの楼閣は華僑洋館とも呼ばれる西洋風の高層建築で、中国の建築と西洋風な意匠が見事な融合を見せている。2007年6月28日、開平市の赤坎鎮、自力村、方氏灯楼、蜆岡鎮、百合鎮の村落群はニュージーランドのクライストチャーチで開催された世界遺産委員会会議で世界遺産リストに登録された。中国の5A級観光地（2020年認定）でもある。

## 歴史

### 初期
明代、水害と匪賊による被害を防ぐ目的で、開平の住民によって望楼の建築が始められた。しかし、アヘン戦争以前、その棟数は大規模なものではなかった。

### 最盛期
19世紀半ば、米国とカナダの西部大開発に伴い、ゴールドラッシュと大陸横断鉄道の建造に大量の労働力を必要とするようになった。同時期、開平地区では「土客械闘」（客家と本地人の争い）が盛んに発生して、生活を脅かされた大量の農民がアメリカ大陸への移民となって流出し、現地で苦力となった。1880年代、米国とカナダはそれぞれ中国人排斥法と人頭税法（1885年中国人移民法）を頒布し、反中国人政策を実行しはじめたため、多くの中国人労働者は帰郷せざるを得なかった。帰った人たちは現地で土地と家を買い、家庭を持った。19世紀末から1920年代終わりに、米国、カナダ両国の経済の急速に発展に従い、残留中国人労働者の収入と開平華僑による為替送金額が増加して、開平に多数の望楼が建造される経済的条件が整った。1900年から1931年、開平には1648基の望楼が建造され、総計の89.9%を占めている。特に1921年から1931年には940基が建造され、総計の51.2%を占める。他、開平地方には帰国者の財産を狙う馬賊が出没し、加えて中華民国成立に伴う戦乱が頻繁に発生したため、見張り台の建設が急務であった。1912年から1926年まで、馬賊、盗賊の略奪、学校への脅迫は8回に達し、教師、学生ら百余名がさらわれた。他に水害防止などの目的をもって望楼が華僑に必要とされ、大量に建造されて3000数基に達した。

### 停滞期
1940年代、米国とカナダは中国に対して移住制限を解除し、在外華僑の家族が大量に移住していき、望楼は次第に数を減らして最終的には建設されなくなった。資料が示すところでは、1943年から1949年間に、開平の望楼は7基しか建てられず、全体の0.3%に過ぎない。

## 特色

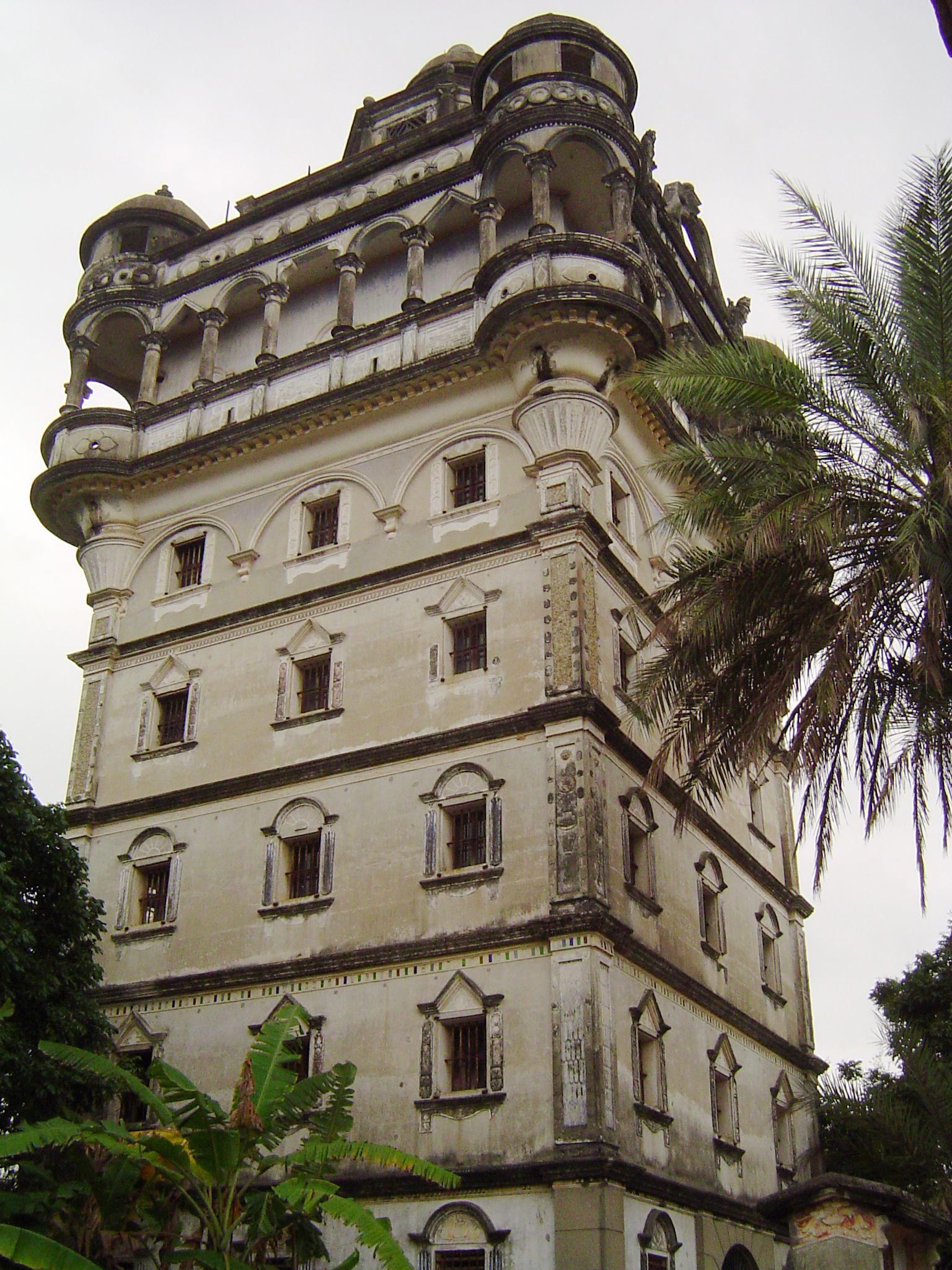
蜆岡鎮の「瑞石楼」。「開平第一楼」の異名を持つ。鉄筋コンクリートの高層建築に古代ローマ、ビザンチン、バロックなど多種の西洋建築様式が結び付けられている。

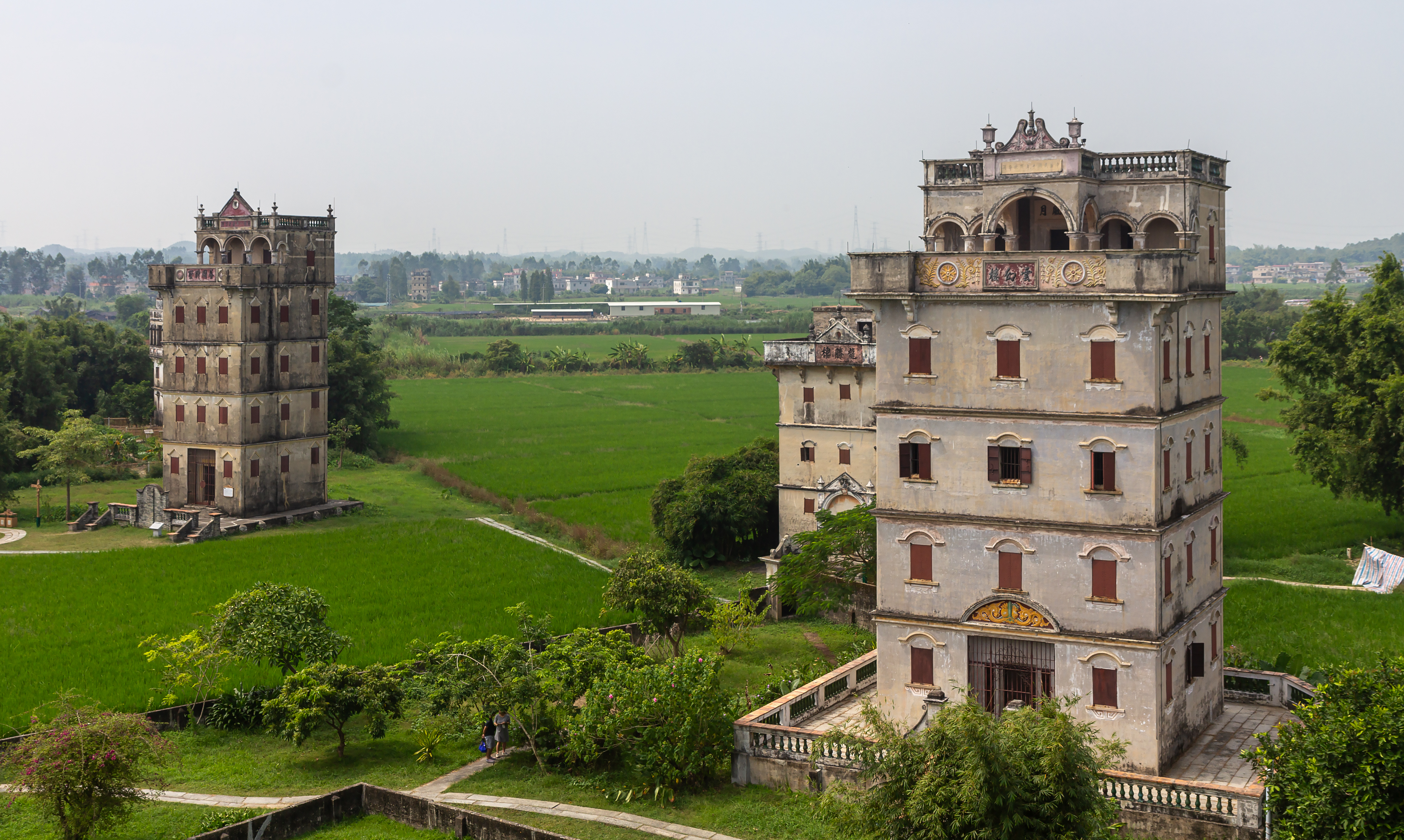

その特色は中国と西洋を折衷した外壁を持っていることで、古代ギリシア、古代ローマとイスラムなどの建築様式が結合したもので多様性に富んでいる。また、集落防衛の為、銃眼がある。

## 分類
機能によって集合住宅、居楼と刻楼に分類すると、居楼が最も多い。現存の各類の望楼は次の通り。
- 集合住宅：473棟
- 居楼：1149棟
- 刻楼：221棟

建築材料によって石楼、泥楼、磚楼（煉瓦造り）とコンクリート楼に分けると、コンクリート楼が最も多い。現存の各類の望楼は次の通り。
- 石楼：10棟
- 泥楼：100棟
- 磚楼：249棟
- コンクリート楼：1474棟

## 目的
- 水害の防止
- 盗賊、馬賊の対策。刻楼を例にすると、多くが村の出入り口あるいは村外の丘陵に建てられ、遠望を可能とし、サーチライトとアラームを備えて早期の凶賊発見に寄与する。1922年12月に赤坎の学校を襲った馬賊は鷹村の望楼のサーチライトに照射され、郡郷各所からの応援で、校長と学生17人を救出した。
- 住居。居楼を例にとると、居住と防衛の両方の機能を兼ね備え、開いた空間を持ち、生活施設が整備され、高楼は頑丈で美観も備えているため住居に適する。

## 登録物一覧
- 赤坎鎮
  - 三門里の迎龍楼→北緯22度21分25.99秒 東経112度36分49.99秒 / 北緯22.3572194度 東経112.6138861度
- 塘口鎮
  - 自力村および望楼→北緯22度22分23.66秒 東経112度34分44.85秒 / 北緯22.3732389度 東経112.5791250度
- 百合鎮
  - 馬降龍村落群→北緯22度17分7.87秒 東経112度33分57.1秒 / 北緯22.2855194度 東経112.565861度
- 蜆岡鎮
  - 錦江里→北緯22度15分48.71秒 東経112度31分13.94秒 / 北緯22.2635306度 東経112.5205389度

## 登録基準
この世界遺産は世界遺産登録基準のうち、以下の条件を満たし、登録された（以下の基準は世界遺産センター公表の登録基準からの翻訳、引用である）。
- (2) ある期間を通じてまたはある文化圏において、建築、技術、記念碑的芸術、都市計画、景観デザインの発展に関し、人類の価値の重要な交流を示すもの。
- (3) 現存するまたは消滅した文化的伝統または文明の、唯一のまたは少なくとも稀な証拠。
- (4) 人類の歴史上重要な時代を例証する建築様式、建築物群、技術の集積または景観の優れた例。